# 斯特拉頓山
斯特拉頓山（英語：Stratton Hills），是南極洲的山峰，位於維多利亞地的斯科特海岸，處於歐弗夫洛冰川和貝特勒峰之間，長6公里，海拔高度850米，由新西蘭地理委員會命名，現時由南極條約體系管理。